# Chetia
Chetia – rodzaj słodkowodnych ryb okoniokształtnych z rodziny pielęgnicowatych (Cichlidae).

## Występowanie
Południowa i południowo-zachodnia Afryka.

## Klasyfikacja
Gatunki zaliczane do tego rodzaju:
- Chetia brevicauda
- Chetia brevis
- Chetia flaviventris
- Chetia gracilis
- Chetia mola
- Chetia welwitschi

Gatunkiem typowym rodzaju jest Chetia flaviventris.